# Rundāle
El municipi de Rundāle (en letó: Rundāles novads) és un dels 110 municipis de Letònia, que es troba localitzat al sud del país bàltic, i que té com a capital la localitat de Rundāle. El municipi va ser creat l'any 2009 després d'una reorganització territorial.

## Ciutats i zones rurals
- Rundāles pagasts (zona rural)
- Svitenes pagasts (zona rural)
- Viesturu pagasts (zona rural)

## Població i territori
La seva població està composta per un total de 4.384 persones (2009). La superfície del municipi té uns 231,1 kilòmetres quadrats, i la densitat poblacional és de 18,98 habitants per kilòmetre quadrat.